# Jamudy
Assis, o Jamudy, fue el último rey hicso de la dinastía XV de Egipto, según Flavio Josefo, y gobernó a. 1513-1503 a. C.
Favio Josefo comentó que Assis reinó durante 49 años y dos meses, según Manetón; Julio Africano escribe que Arcles reinó 49 años; pero en el Canon Real de Turín, al último rey se le denomina Jamudy. Actualmente la duración de su reinado se considera de diez a dieciséis años.
El nombre Assis, o Arcles, como el de sus predecesores, no se encuentra en textos jeroglíficos.
Assis fue identificado por von Beckerath y Ryholt con Jamudy, nombre de Trono del último mandatario de la dinastía XV conservado en el Canon Real de Turín. Tradicionalmente, le fue asignado el nombre de trono “Aasehra”, sin embargo este nombre se le adjudica ahora a Nehesy, el primer gobernante de la dinastía XIV. 